# Parafia Matki Bożej Królowej Polski we Włókach
Parafia Matki Bożej Królowej Polski we Włókach – rzymskokatolicka parafia we wsi Włóki. Erygowana 6 grudnia 1992. Prowadzą ją księża diecezjalni.
Do parafii należą: Chełmszczonka, Hutna Wieś, Kozielec, Kusowo, Trzeciewiec (część), Trzęsacz, Włóki, Zła Wieś. Na terenie parafii znajdują się dwa cmentarze parafialne - po jednym przy obu kościołach filialnych